# Гелзен
Гелзен (фр. Goeulzin) насеље је и општина у североисточној Француској у региону Север-Па д Кале, у департману Север која припада префектури Дуе.
По подацима из 2011. године у општини је живело 1046 становника, а густина насељености је износила 218,37 становника/km². Општина се простире на површини од 4,79 km². Налази се на средњој надморској висини од 37 метара (максималној 57 m, а минималној 31 m).

## Демографија
| 1962. | 1968. | 1975. | 1982. | 1990. | 1999. | 2011. |
| ----- | ----- | ----- | ----- | ----- | ----- | ----- |
| 836   | 848   | 891   | 893   | 1.080 | 1.096 | 1.046 |